# Javier Cifrián
Javier Cifrián (Santander, Cantàbria, 2 de novembre de 1973) és un actor espanyol de cinema, teatre i televisió. Té una altura de 1,84 metres aproximadament. La seva destinació era continuar amb l'empresa familiar, però la mort del seu pare en un accident de trànsit quan ell tenia 14 anys va canviar el rumb de la seva vida.

## Trajectòria
La seva vocació artística va despertar quan va acudir per primera vegada al teatre. Va ser allí, durant la representació d'un clàssic de Molière, on va saber a què s'anava dedicar en la vida.
Es va posar a la feina i el primer que va fer va ser formar-se. Es Va llicenciar en Art Dramàtic en l'especialitat d'interpretació i va continuar perfeccionant-se en diferents tècniques interpretatives de la mà de mestres com, Carlo Boso (Commedia dell'art, Itàlia), Enzo Escala (Cabaret de París), Philippe Gaulier (Clown, Londres) o José Sanchis Sinisterra (Laboratorio Fronterizo, Barcelona), entre d'altres.
De seguida Carlo Boso es va fixar en ell i li va dirigir en dues coproduccions espanyoles amb el Piccolo Teatro di Milano: Arlequino servidor de dos patrones i El Quijote. Amb elles va adquirir taules en festivals de teatre nacionals i internacionals com Almagro, Carcassona. Es va obrir camí en la pantalla petita a través de les agències de publicitat. En poc temps va aconseguir protagonitzar nombrosos espots publicitaris per a marques com Banco de Santander, Renault, Caja Madrid, BBVA, Coca Cola, Peugeot o El Pozo. Aquesta experiència li va permetre treballar amb professionals del cinema i la televisió que més tard comptarien amb ell per a altres projectes. Posteriorment va ser fitxat per la productora basca Pausoka (Vaya semanita) per a formar part del programa de càmera oculta Ojo que nos ven a Telemadrid i més endavant per al programa de sketches d'humor Agitación + IVA, a Telecinco. En aquest moment la seva carrera va fer un salt qualitatiu ja que el programa va estar durant tres temporades en prime time i vuit anys d'emissió ininterrompuda en les cadenes del grup Mediaset. Mentre feia sketches, Fernando Colomo li va donar la seva primera oportunitat en cinema amb un paper protagonista a El próximo Oriente. Per aquesta interpretació Cifrián va ser nominat als Premis Goya com a actor revelació. Així mateix va ser nominat com a millor actor als Premis de la Unión de Actores i al Festival de Peníscola. La pel·lícula va representar a Espanya a l'UE Film Festival 2014. Seguidament entra a formar part de l'elenc de la sèrie de Damián Szifron Hermanos y detectives, a Telecinco. Al seu torn realitza col·laboracions especials en altres produccions televisives com ara Hospital Central, Cuéntame cómo pasó, Aquí no hay quien viva, Un paso adelante, La que se avecina i UCO, entre d'altres. El seu últim treball en televisió ha estat la sèrie Vive cantando, per Atresmedia, Premi Zoom Europa a millor sèrie espanyola i nominada a millor comèdia de la televisió en els Premis MIM Sèries. Actualment s'emet al Brasil, Bolívia, Xile, Xina, Colòmbia, Paraguai i Veneçuela.
El seu recorregut cinematogràfic continua amb pel·lícules com Rivales de Fernando Colomo i Zipi y Zape y el club de la canica d'Oskar Santos, aquesta última amb nombrosos premis, nominacions i esments especials en festivals cinematogràfics de tot el món: Els Goya, Tiff, Sundance, Miami, Sant Sebastià, Jerusalem, Irlanda, Itàlia, Mèxic…

## Filmografia

### Cinema
| Any  | Pel·lícula                         | Personatge      |
| ---- | ---------------------------------- | --------------- |
| 2006 | El próximo Oriente                 | Caïm            |
| 2008 | Rivales                            | Pepe            |
| 2013 | Zipi y Zape y el club de la canica | GriGrillo       |
| 2019 | Diecisiete                         | Amo del desguàs |

### Televisió
| Any         | Sèrie                  | Personatge              |
| ----------- | ---------------------- | ----------------------- |
| 2003        | Cuéntame cómo pasó     |                         |
| 2003 - 2007 | Hospital Central       |                         |
| 2004        | Aquí no hay quien viva | Quique (1 episodi)      |
| 2005        | Agitación + IVA        |                         |
| 2005        | Un paso adelante       |                         |
| 2007 - 2009 | Hermanos y detectives  | Javier Mansilla         |
| 2009        | U.C.O                  |                         |
| 2011        | La que se avecina      | Borja de la Torre       |
| 2013 - 2014 | Vive cantando          | Mariano Benítez         |
| 2018        | La verdad              | Fuente de Lalo          |
| 2019        | Matadero               | Secuestrado en maletero |
| 2019        | La caza. Monteperdido  | Burgos                  |

## Premis i candidatures
Premis Goya
| Any  | Categoria              | Pel·lícula         | Resultat |
| ---- | ---------------------- | ------------------ | -------- |
| 2007 | Millor actor revelació | El próximo Oriente | Nominat  |

Premis de laUnión de Actores y Actrices
| Any  | Categoria              | Pel·lícula         | Resultat |
| ---- | ---------------------- | ------------------ | -------- |
| 2007 | Millor actor revelació | El próximo Oriente | Nominat  |